# الدوري الرواندي الممتاز
الدوري الرواندي الممتاز هي مسابقة كرة القدم بين أندية رواندا.
البطل الحالي هو رايون سبورت.